# Millor fanzine (Saló del Còmic de Barcelona)
El premi al millor fanzine del Saló internacional del Còmic de Barcelona és un guardó que Ficomic entrega anualment al Saló Internacional del Còmic de Barcelona. Té per objectiu recompensar la millor publicació amateur de còmic editada l'any precedent a l'entrega del premi.
El guardó es va instaurar el 1989 i s'ha entregat ininterrompudament des d'aleshores. En general, hi sol haver entre tres i cinc fanzines nominats al premi i només un d'ells és proclamat guanyador. Tot i això, hi ha hagut dues ocasions en les quals el premi ha sigut concedit ex aequo: el 1991 i el 1997. En la 9a edició (1991) el premi fou concedit als fanzines Urich i Pogo, i en la 15a edició (1997) a Rau i Kovalski Fly.
El premi compta amb una remuneració econòmica que actualment ascendeix a 1.500 EUR.

## Palmarès

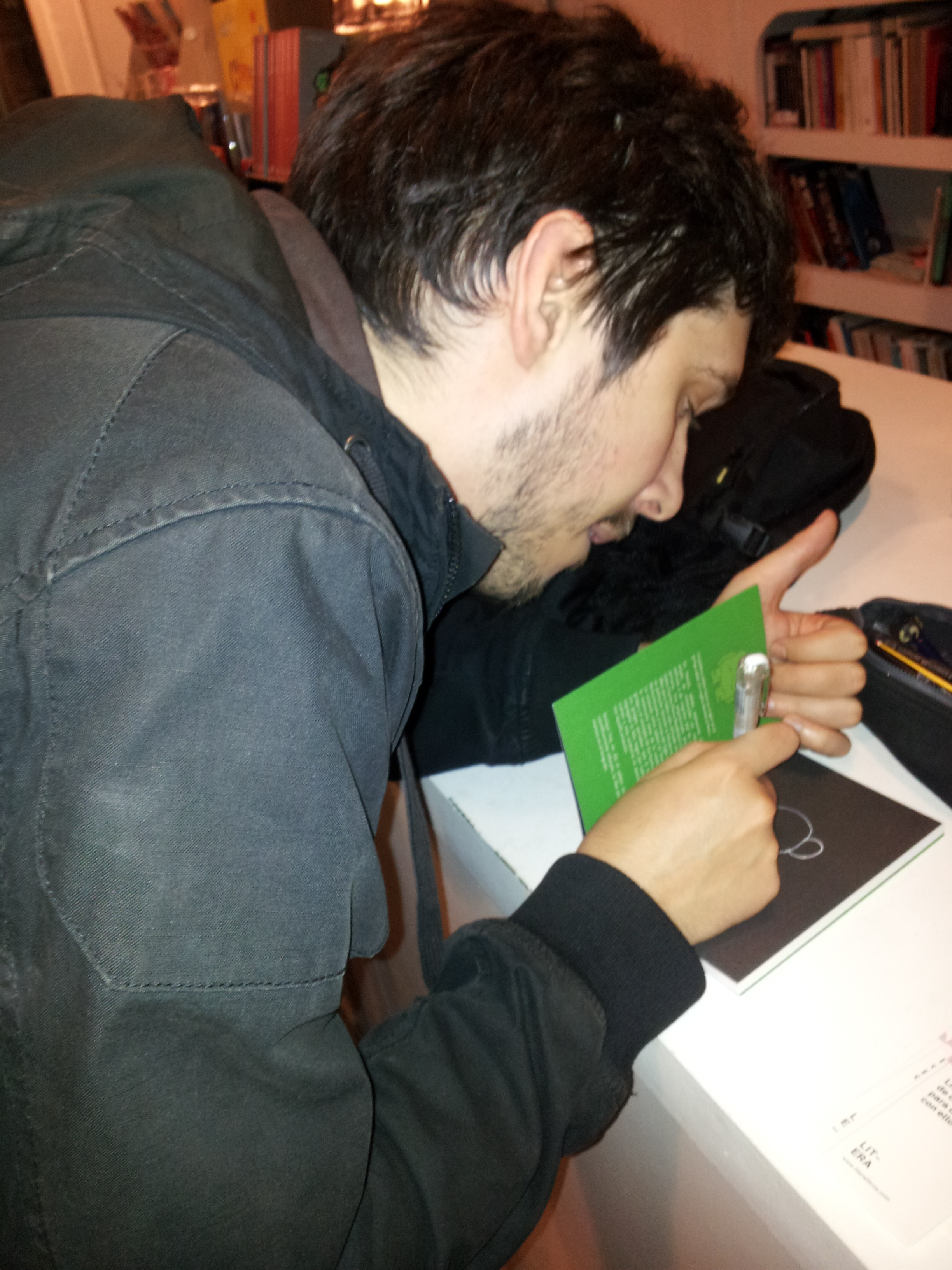
Esteban Hernández, guanyador del premi de 2012 pel fanzine Usted, signant un dels seus treballs.

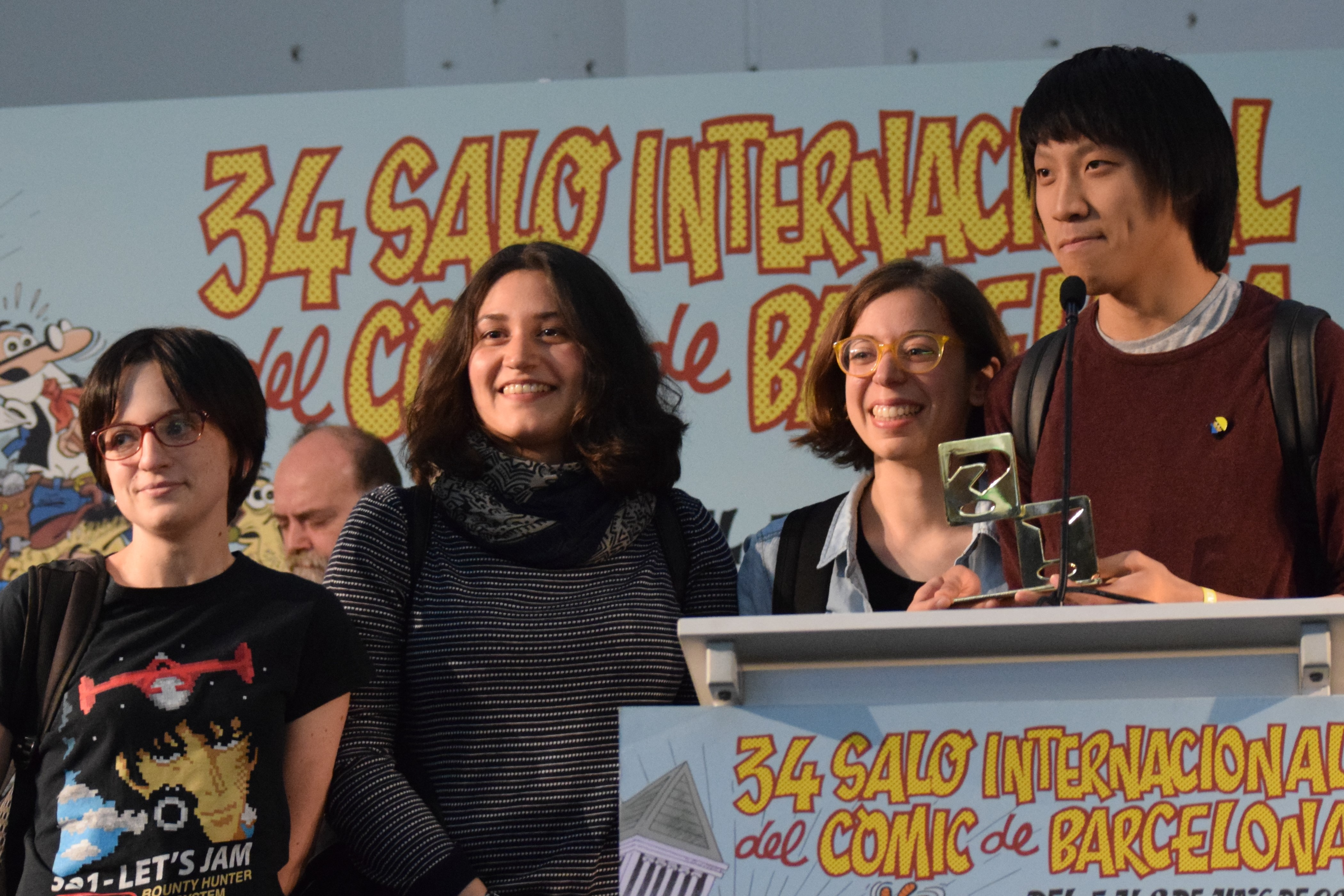
Els autors del fanzine Nimio, guardonat al Saló de 2016.

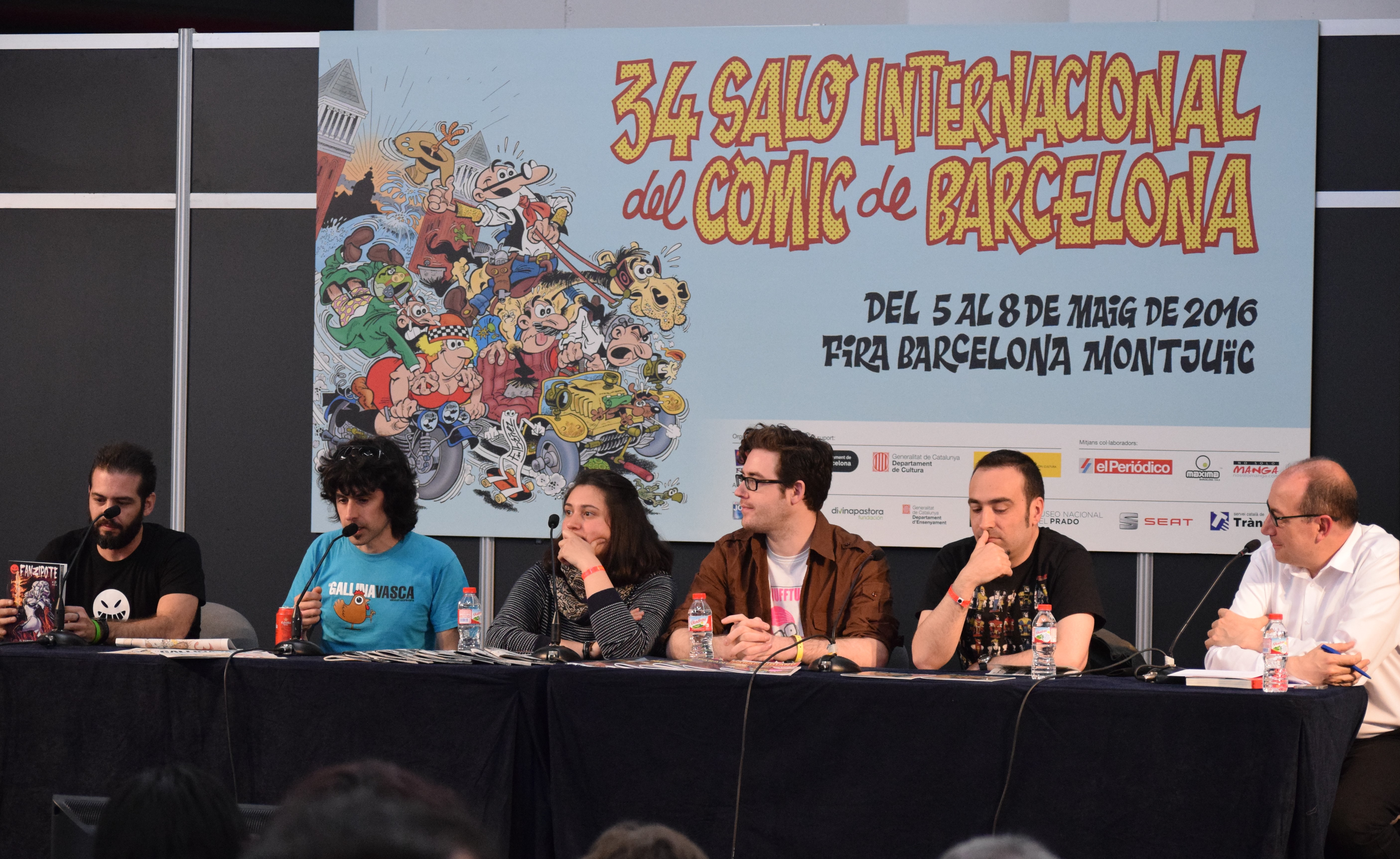
Acte de presentació dels 5 fanzines nominats el 2016: Fainzipote, La Gallina Vasca, Nimio, Paranoidland i Zocalo Fanzine.

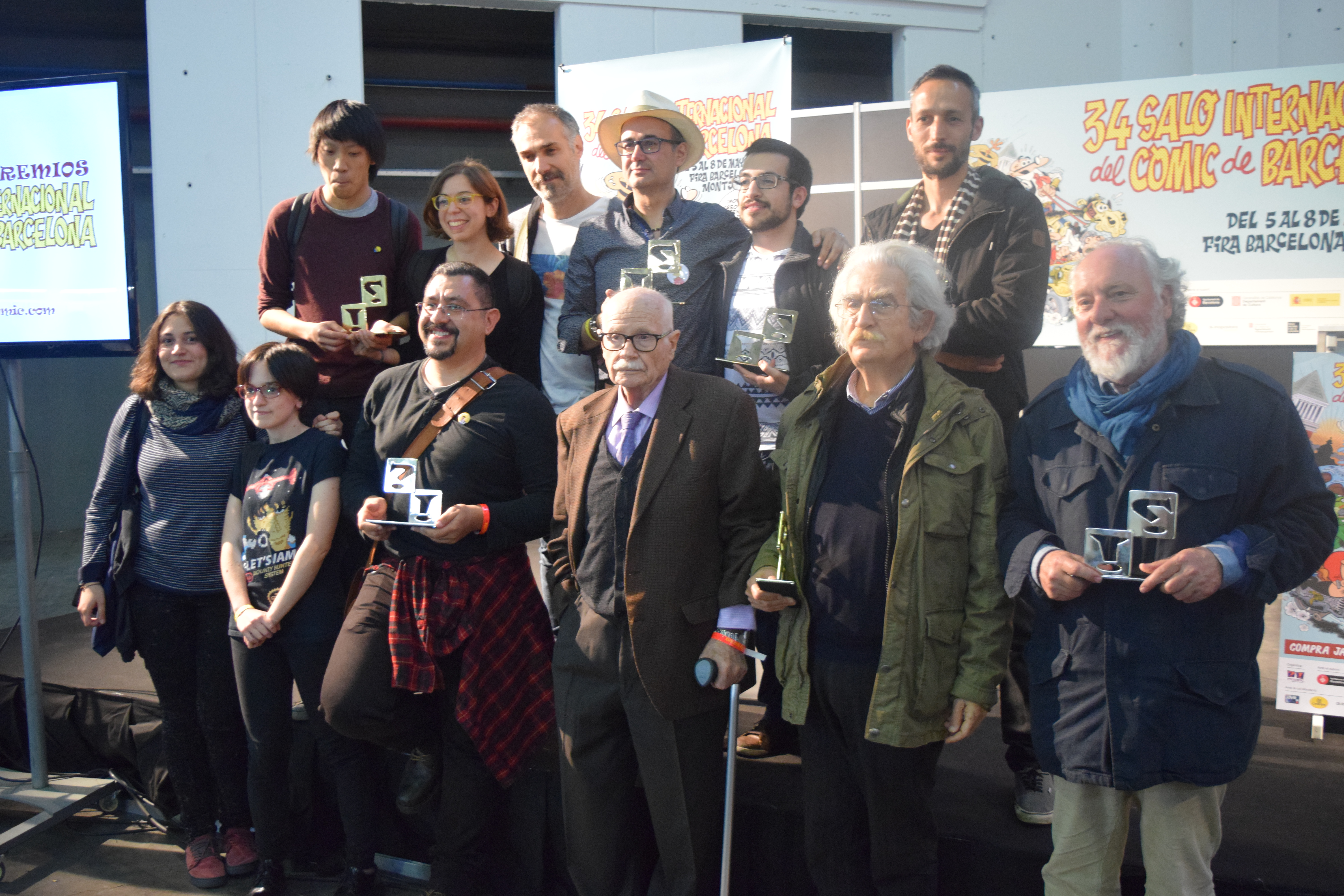
Tots els guanyadors del Saló de 2016, entre els quals hi figuren els autors del fanzine Nimio.

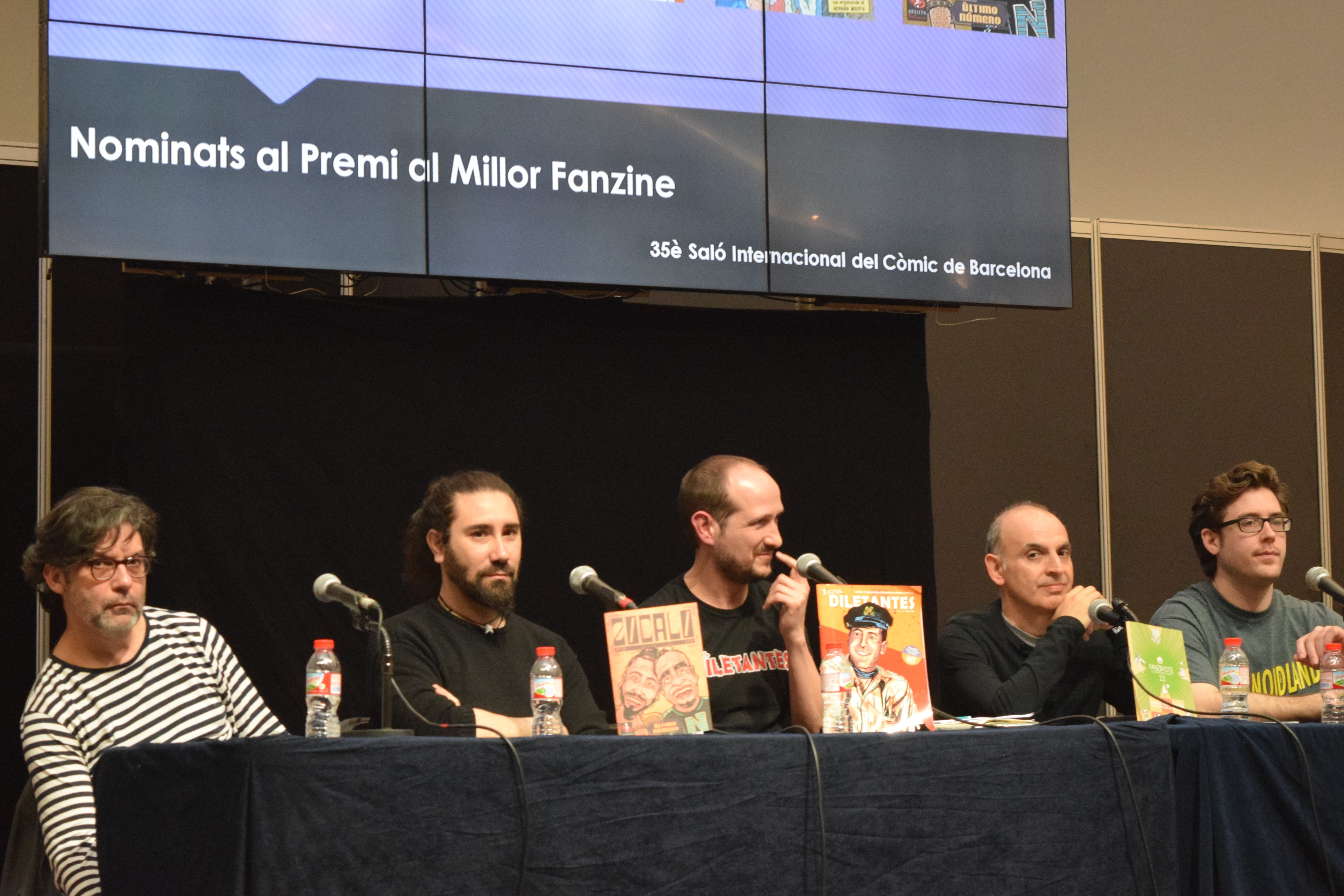
Taula rodona dels cinc fanzines nominats al Saló de 2017.

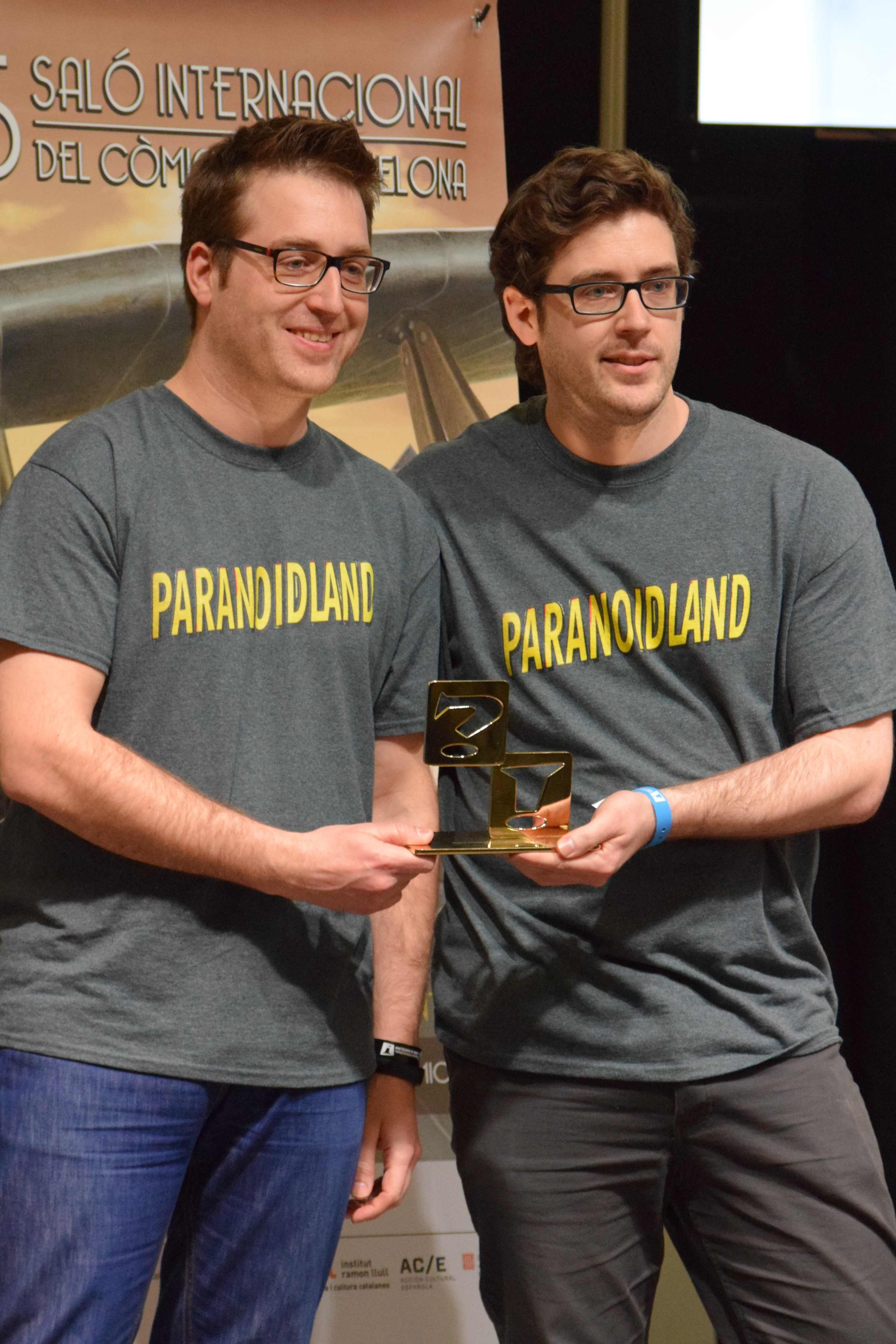
Bouman i el seu germà (Miguel Martínez) de Paranoidland recullen el premi (2017).

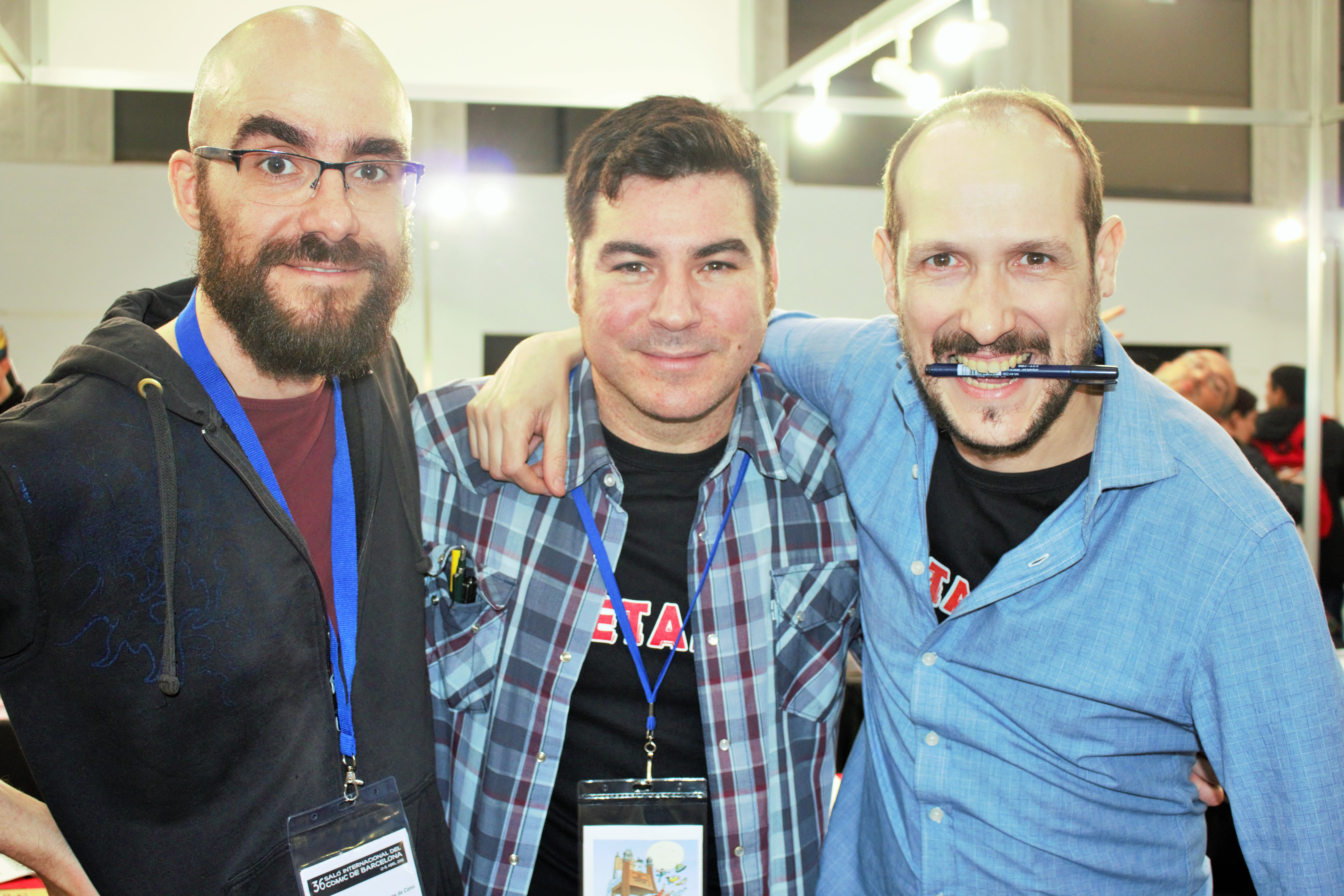
Els autors de Los Diletantes, proclamat millor fanzine de 2018. (Saló de 2018).

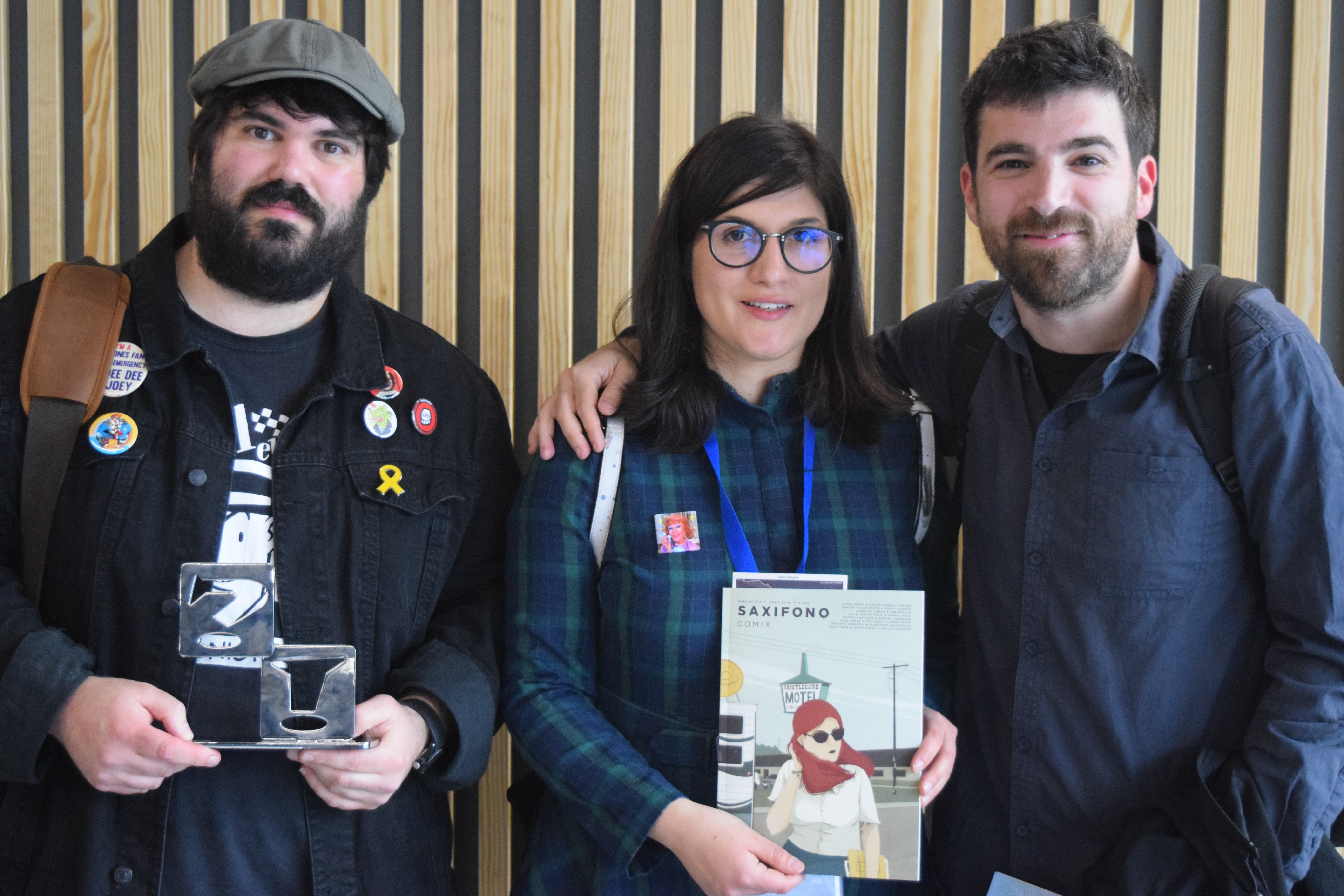
Saxífono, amb el premi al millor fanzine de 2019. (37 Comic Barcelona, 2019).

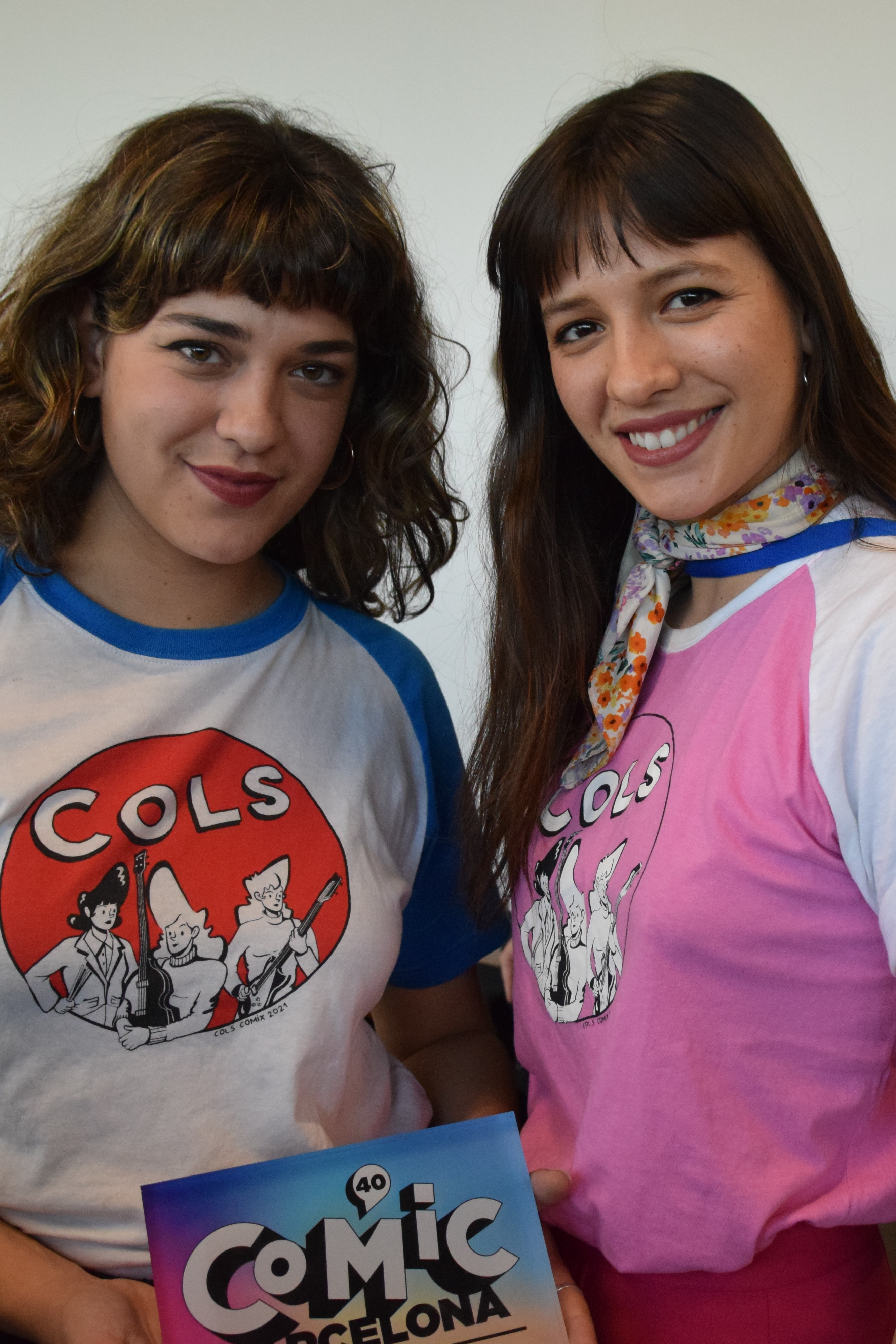
Clara i Olivia Cábez, de Cols, amb el premi al millor fanzine. (40 Comic Barcelona, 2022).

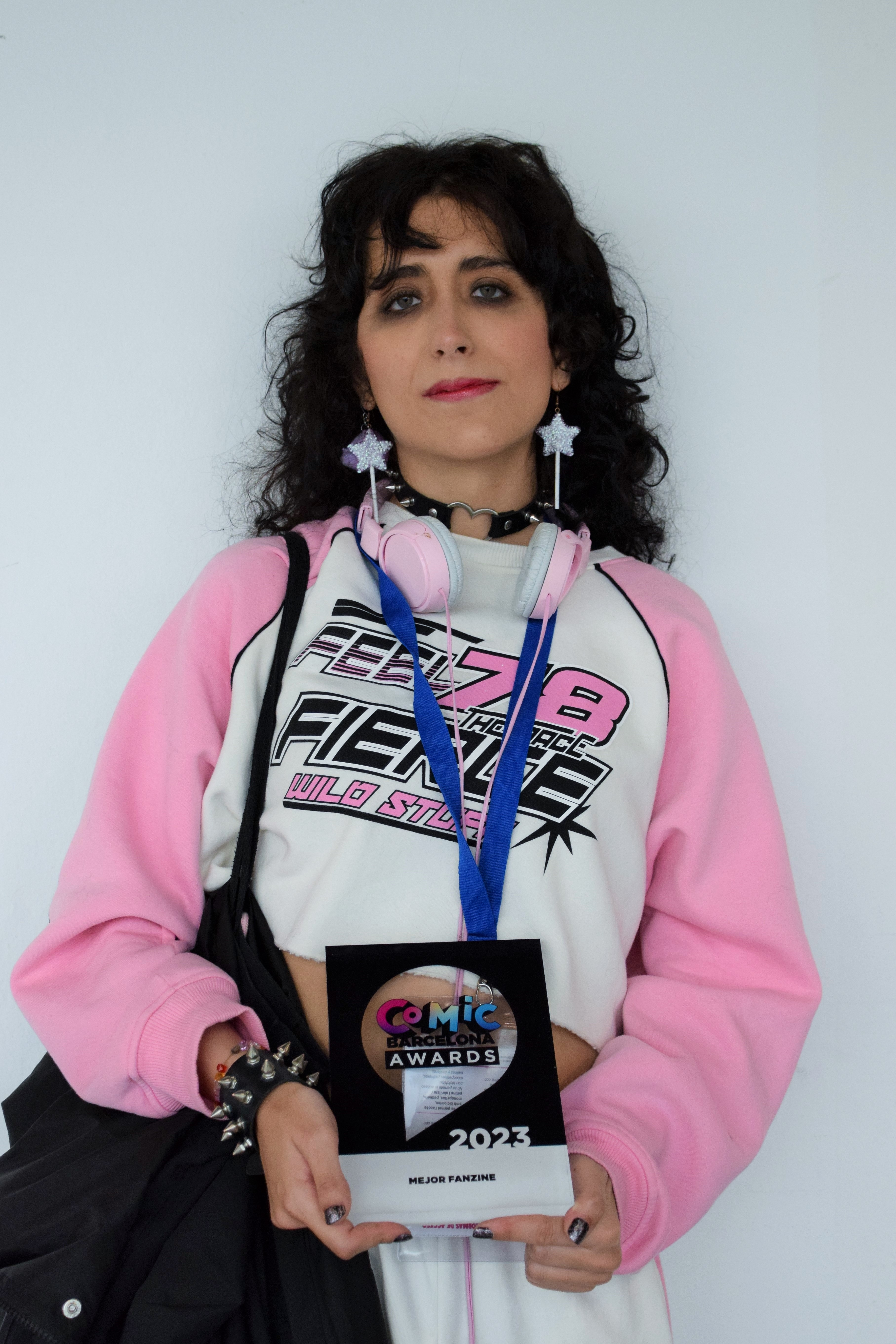
Neodimio, millor fanzine del 41 Comic Barcelona (2023).

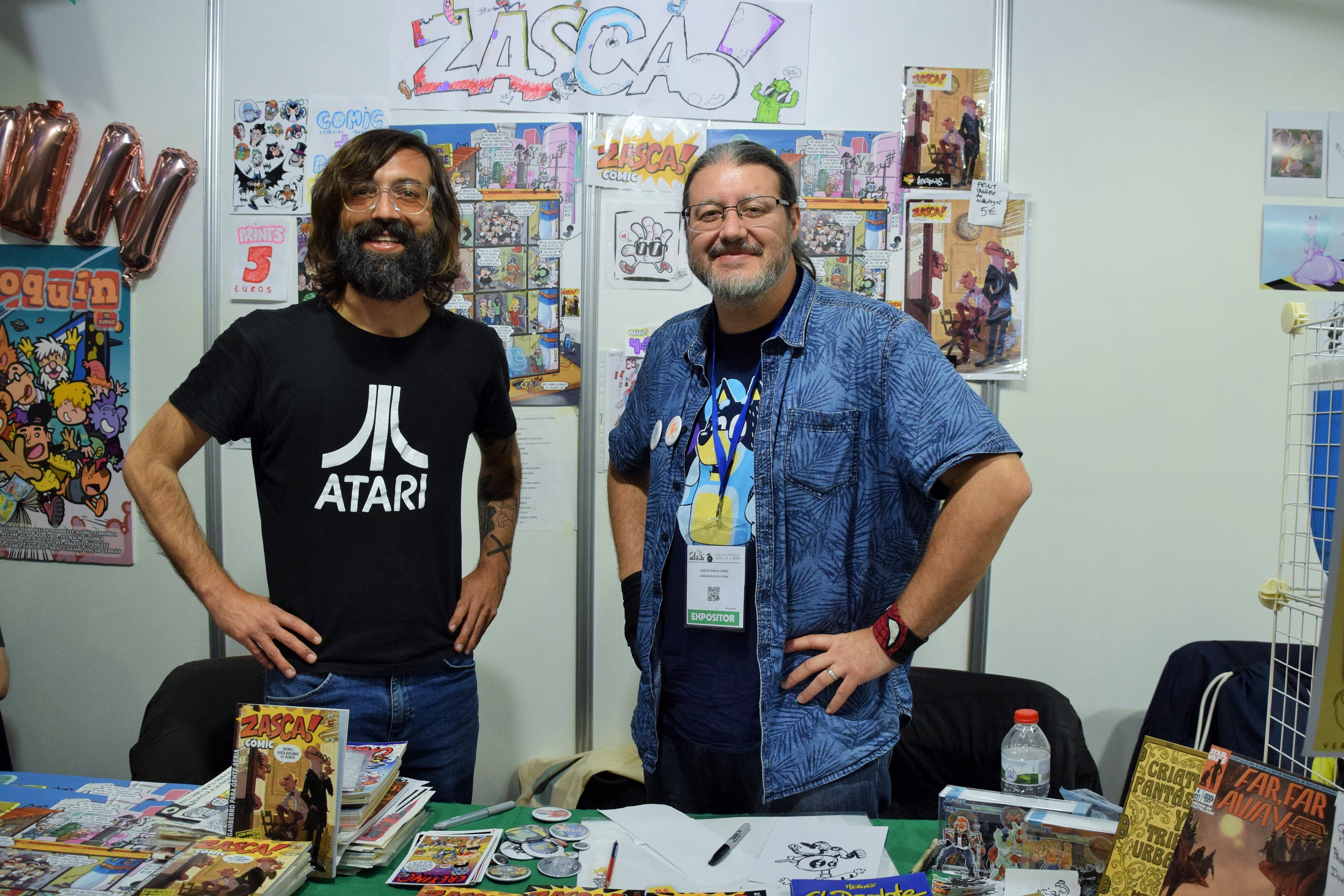
Zasca!, nominat al 42 Comic Barcelona (2024).

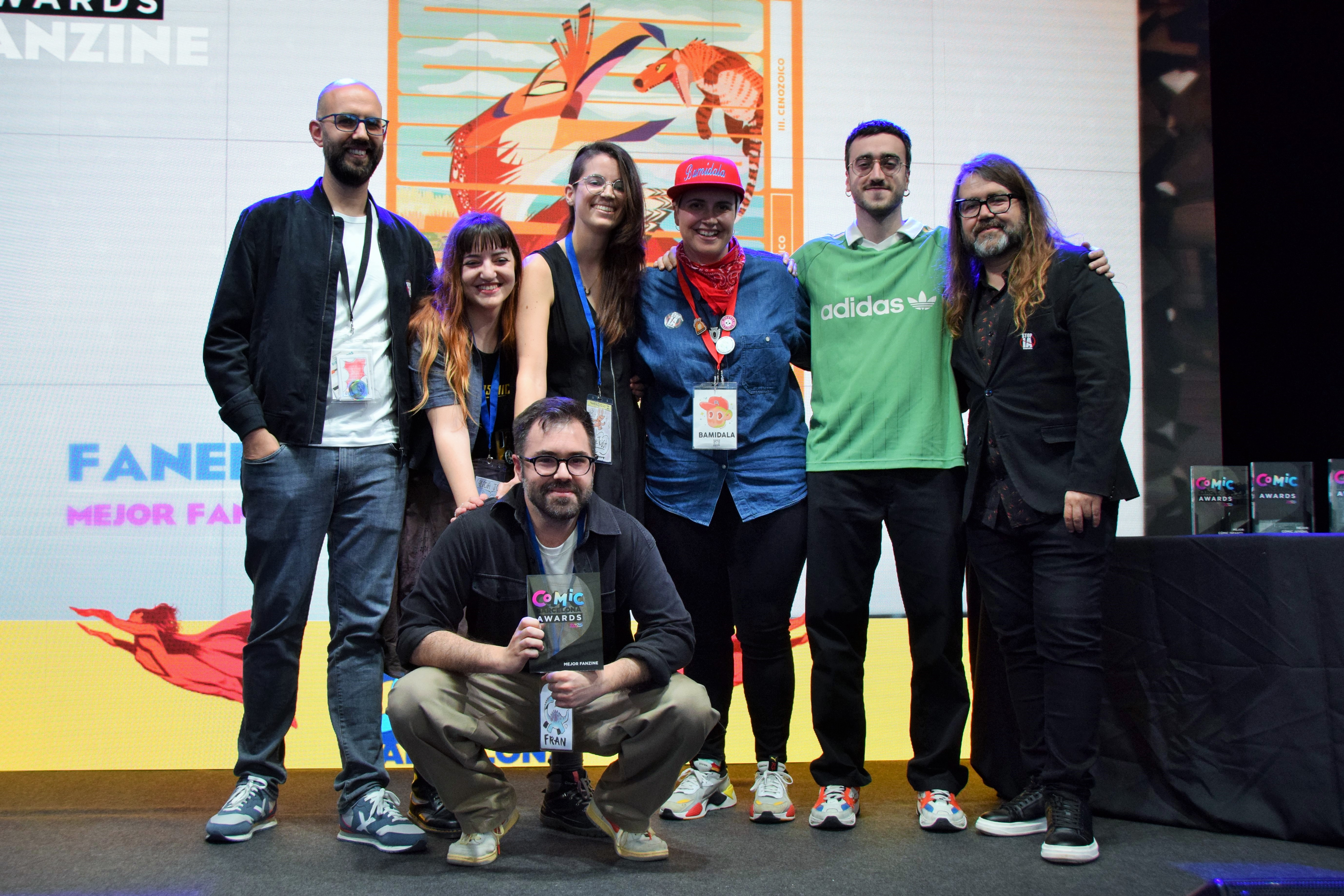
Fanerozoico, millor fanzine del 43 Comic Barcelona (2025).

### Dècada del 1980
| Any             | Títol |
| --------------- | ----- |
| 1989            |       |
| Sólo para Locos |       |
| Plot            |       |
| El Boletín      |       |
| TMEO            |       |
| Kaspa de rata   |       |
| Comicguia       |       |

### Dècada del 1990
| Any                        | Títol            | Títol |
| -------------------------- | ---------------- | ----- |
| 1990                       |                  |       |
| TMEO                       |                  |       |
| El Dado                    |                  |       |
| Kiu sap                    |                  |       |
| 1991                       |                  |       |
| Urich                      | (premi ex aequo) |       |
| Pogo                       | (premi ex aequo) |       |
| demés nominats a completar |                  |       |
| 1992                       |                  |       |
| El Maquinista              |                  |       |
| demés nominats a completar |                  |       |
| 1993                       |                  |       |
| El Nuevo Maquinista        |                  |       |
| El Boletín                 |                  |       |
| Frente Comixario           |                  |       |
| Comicguia                  |                  |       |
| El Wendigo                 |                  |       |
| Studio                     |                  |       |
| 1994                       |                  |       |
| Mondo Lirondo              |                  |       |
| demés nominats a completar |                  |       |
| 1995                       |                  |       |
| Paté de Marrano            |                  |       |
| De tebeos                  |                  |       |
| Monográfico                |                  |       |
| Amaniaco                   |                  |       |
| Comictiva                  |                  |       |
| 1996                       |                  |       |
| Annabel Lee                |                  |       |
| demés nominats a completar |                  |       |
| 1997                       |                  |       |
| Rau                        | (premi ex aequo) |       |
| Kovalski Fly               | (premi ex aequo) |       |
| 1998                       |                  |       |
| Idiota y Diminuto          |                  |       |
| Dolmen                     |                  |       |
| Monográfico                |                  |       |
| 1999                       |                  |       |
| Como Vacas Mirando el Tren |                  |       |
| demés nominats a completar |                  |       |

### Dècada del 2000
| Any                          | Títol |
| ---------------------------- | ----- |
| 2000                         |       |
| Amaníaco                     |       |
| Como vacas mirando al tren   |       |
| El puñalito                  |       |
| Idiota y diminuto            |       |
| TMEO                         |       |
| 2001                         |       |
| TMEO                         |       |
| Cabezabajo                   |       |
| Cretino                      |       |
| El puñalito                  |       |
| Idiota y diminuto            |       |
| 2002                         |       |
| Amaníaco                     |       |
| Cabezabajo                   |       |
| Cretino                      |       |
| Idiota y diminuto            |       |
| TMEO                         |       |
| 2003                         |       |
| El Naufraguito               |       |
| Cabezabajo                   |       |
| Cretino                      |       |
| Frenzy                       |       |
| ¡Qué suerte!                 |       |
| 2004                         |       |
| Cretino                      |       |
| BD Banda                     |       |
| Cabezabajo                   |       |
| Punch! (Arruequen)           |       |
| ¡Qué suerte!                 |       |
| 2005                         |       |
| BD Banda                     |       |
| Arruequen                    |       |
| Fanzine Enfermo              |       |
| Malavida                     |       |
| ¡Qué suerte!                 |       |
| 2006                         |       |
| Cabezabajo                   |       |
| Arruequen                    |       |
| Barsowia                     |       |
| Fanzine Enfermo              |       |
| ¡Qué suerte!                 |       |
| 2007                         |       |
| Barsowia                     |       |
| Fanzine Enfermo              |       |
| Malavida                     |       |
| Monja Jamón                  |       |
| Puñetas desde el Atlántico   |       |
| 2008                         |       |
| Fanzine enfermo              |       |
| Rantifuso                    |       |
| Trauma                       |       |
| Usted                        |       |
| Gagarín                      |       |
| 2009                         |       |
| Rantifuso                    |       |
| Carne líquida                |       |
| Gagarin                      |       |
| Condorito Muerto             |       |
| ¡Qué suerte! Número Molécula |       |

### Dècada del 2010
| Any                                         | Títol |
| ------------------------------------------- | ----- |
| 2010                                        |       |
| Gato Negro                                  |       |
| Adobo                                       |       |
| Andergraün                                  |       |
| Carne líquida                               |       |
| El Dios Mofeta                              |       |
| 2011                                        |       |
| El Naufraguito                              |       |
| Adobo                                       |       |
| Andergraün                                  |       |
| Zocalo                                      |       |
| 2012                                        |       |
| Usted                                       |       |
| Colibrí                                     |       |
| Thermozero                                  |       |
| Adobo                                       |       |
| Zocalo                                      |       |
| 2013                                        |       |
| Adobo                                       |       |
| Arròs Negre                                 |       |
| El cuaderno del Yeti                        |       |
| Thermozero                                  |       |
| Zocalo                                      |       |
| 2014                                        |       |
| Arròs negre                                 |       |
| Licor del mono                              |       |
| Thermozero                                  |       |
| Zocalo                                      |       |
| Zuzumba!                                    |       |
| 2015                                        |       |
| Thermozero Cómics                           |       |
| Andergraün                                  |       |
| Cuaderno del Yeti                           |       |
| Migas                                       |       |
| Oiga, mire: mañana                          |       |
| Zócalo Fanzine                              |       |
| 2016                                        |       |
| Nimio                                       |       |
| Fanzipote                                   |       |
| La gallina vasca                            |       |
| Paranoidland                                |       |
| Zocalo Fanzine                              |       |
| 2017                                        |       |
| Paranoidland                                |       |
| Fanzipote                                   |       |
| La máquina de las albóndigas                |       |
| Los Diletantes                              |       |
| Zocalo                                      |       |
| 2018                                        |       |
| Los diletantes                              |       |
| Altar Mutante                               |       |
| Fanzipote, el fanzine más potente           |       |
| La máquina de albóndigas, otro webcómic más |       |
| Medievo; Medievo                            |       |
| 2019                                        |       |
| Saxifono                                    |       |
| Altar Mutante                               |       |
| Insert coin                                 |       |
| La máquina de albóndigas                    |       |
| Materia oscura                              |       |

### Dècada del 2020
| Any                                        | Títol                                              | Autor |
| ------------------------------------------ | -------------------------------------------------- | ----- |
| 2020                                       | Edició cancel·lada degut a la pandèmia de Covid-19 |       |
| 2021*                                      |                                                    |       |
| Us                                         | Sara Soler                                         |       |
| Cómo hacer un cómic sin tener ni puta idea | Javier Marquina i Rosa Codina                      |       |
| Proezas fanzine                            | DD.AA.                                             |       |
| Grano de pus                               | Aroha Travé i Rosa Codina                          |       |
| La máquina de albóndigas                   | DD.AA.                                             |       |
| 2022                                       |                                                    |       |
| Cols Vol.2: Una Noche en el Infierno       | Clara Cábez i Olivia Cábez                         |       |
| Día sin lluvia                             | Enuji Robotto                                      |       |
| Forn de Calç                               | DD.AA.                                             |       |
| HUM cómics                                 | José Tomás                                         |       |
| La máquina de albóndigas                   | DD.AA.                                             |       |
| 2023                                       |                                                    |       |
| Neodimio fanzine                           | DD.AA.                                             |       |
| Amorcito                                   | DD.AA.                                             |       |
| Arrojaré a los perros tu cadáver           | Juan Alcudia i Manu Gutiérrez                      |       |
| La máquina de albóndigas                   | DD.AA.                                             |       |
| One Shot JAM                               | DD.AA.                                             |       |
| 2024                                       |                                                    |       |
| Lila María Piernagorda                     | Aroha Travé                                        |       |
| Amorcito                                   | DD.AA.                                             |       |
| Fanerozoico                                | DD.AA.                                             |       |
| La máquina de las albóndigas               | DD.AA.                                             |       |
| Zasca!                                     | DD.AA.                                             |       |
| 2025                                       |                                                    |       |
| Fanerozoico #3                             | Francisco Riolobos, DD.AA                          |       |
| Quina merda!                               | Rosa Codina                                        |       |
| Ansible                                    | DD.AA.                                             |       |
| Dolf                                       | Miguelh                                            |       |
| Zasca!                                     | DD.AA.                                             |       |

* Les nominacions van tenir en compte les obres publicades tant el 2019 com el 2020, degut a l'anul·lació de l'entrega de premis de l'edició de 2020.